# 유투르나
유투르나(Juturna)는 로마 신화에 나오는 투르누스의 여동생이다. 이탈리아 남부에 있던 풀리아 왕국의 다우누스 왕과 님프인 베닐리아 사이에서 태어난 딸이다. 제우스의 구애를 받았으나 거절하고 피해다니다가 강제로 순결을 잃었으며, 그에 대한 보상으로 라티움의 강과 샘을 지배하는 님프가 되었다. 투르누스가 이탈리아에 온 아이네이아스와 대립할 때, 유투르나는 오빠인 투르누스를 도왔다. 다우누스는 헤파이스토스로부터 받은 절대로 부러지지 않는 칼을 아들에게 물려주었는데, 투르누스는 이 칼을 아이네이아스에게 빼앗겼다. 유투르나는 투르누스의 전차를 모는 마부로 변신하여 이 칼을 되찾았다고 한다. 오랜 싸움 끝에 투르누스와 아이네이아스가 맞대결로 승부를 결정짓기로 하였을 때에도 유투르나는 오빠를 도와 주려고 하였다. 그러나 복수의 여신들인 에리니에스로부터 전투에 개입하지 말라고 경고를 받고 라티움의 샘으로 돌아갔다. 유투르나의 도움을 받지 못하게 된 투르누스는 결국 아이네이아스의 손에 죽었으며, 아이네이아스는 이를 계기로 이탈리아에서 입지를 확고히 하였다.